# Паравоенни
Паравоенните са военизирани формации, съставена от лица, които не са включени в официалните военни и полицейски сили, които преминават военно обучение и имат подобна организационна структура, без да имат същия статус като редовната армия. Терминът включва гръцката представка пара-, която означава освен или в допълнение към.
Терминът паравоенни е субективен и зависи от това по какви критерии формацията е близка до военните и какъв е нейният статус. Например в Северна Ирландия под паравоенни се разбират нелегално въоръжени групи, използвани за постигане на политически цели. Друг пример са две паравоенни формирования в Колумбия – „Обединените сили за самоотбрана на Колумбия“ (AUC) и „Колумбийските революционни въоръжени сили“ (FARC). Първото е подкрепяно от колумбийското правителство, докато второто е считано за партизанско движение.